# Pelomedusa schweinfurthi
Pelomedusa schweinfurthi is een schildpad uit de familie pelomedusa's (Pelomedusidae).

## Naam en indeling
De wetenschappelijke naam van de soort werd voor het eerst voorgesteld door Alice Petzold, Mario Vargas-Ramírez, Christian Kehlmaier, Melita Vamberger, Wiliam R. Branch, Louis de Preex, Margaretha D. Hofmeyr, Leon Meyer, Alfred Schleiger, Pavel Široký en Uwe Fritz in 2014. Omdat het dier pas in 2014 werd beschreven is de soort in veel literatuur nog niet bekend.
De soortaanduiding schweinfurthi is een eerbetoon aan de Duitse botanicus Georg August Schweinfurth (1836 - 1925). 

## Uiterlijke kenmerken
De schildpad kan een schildlengte bereiken van 15,7 centimeter. Zowel het rugschild als het buikschild zijn brij donker van kleur bij de volwassen exemplaren. De temporaalschubben zijn groot en meestal ongepaard. Onder de kin zijn twee baarddraden aanwezig.

## Verspreidingsgebied
Pelomedusa schweinfurthi komt voor in delen van Afrika en leeft in de landen Soedan en de Centraal-Afrikaanse Republiek.